# Cavolo cinese

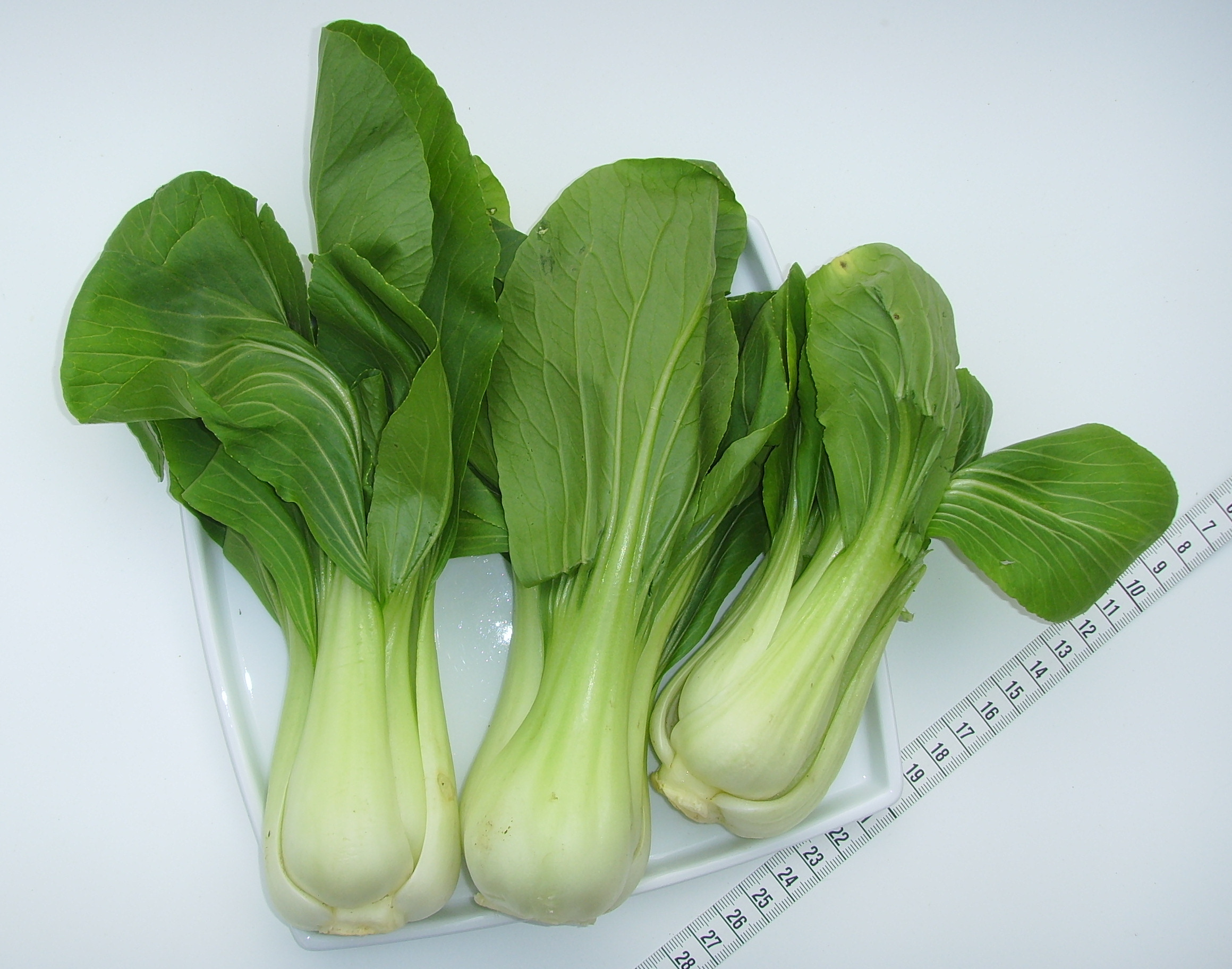
Bok choy

Il cavolo cinese, noto anche come bok choy e pak-choi, è una cultivar di Brassica rapa diffusa in estremo oriente ed originario della Cina.

## Etimologia
Il termine bok choy proviene dalla lingua cantonese e significa letteralmente "verdura bianca"; lo si può trovare scritto anche come pak choi, choi bok e pak choy.

## Caratteristiche

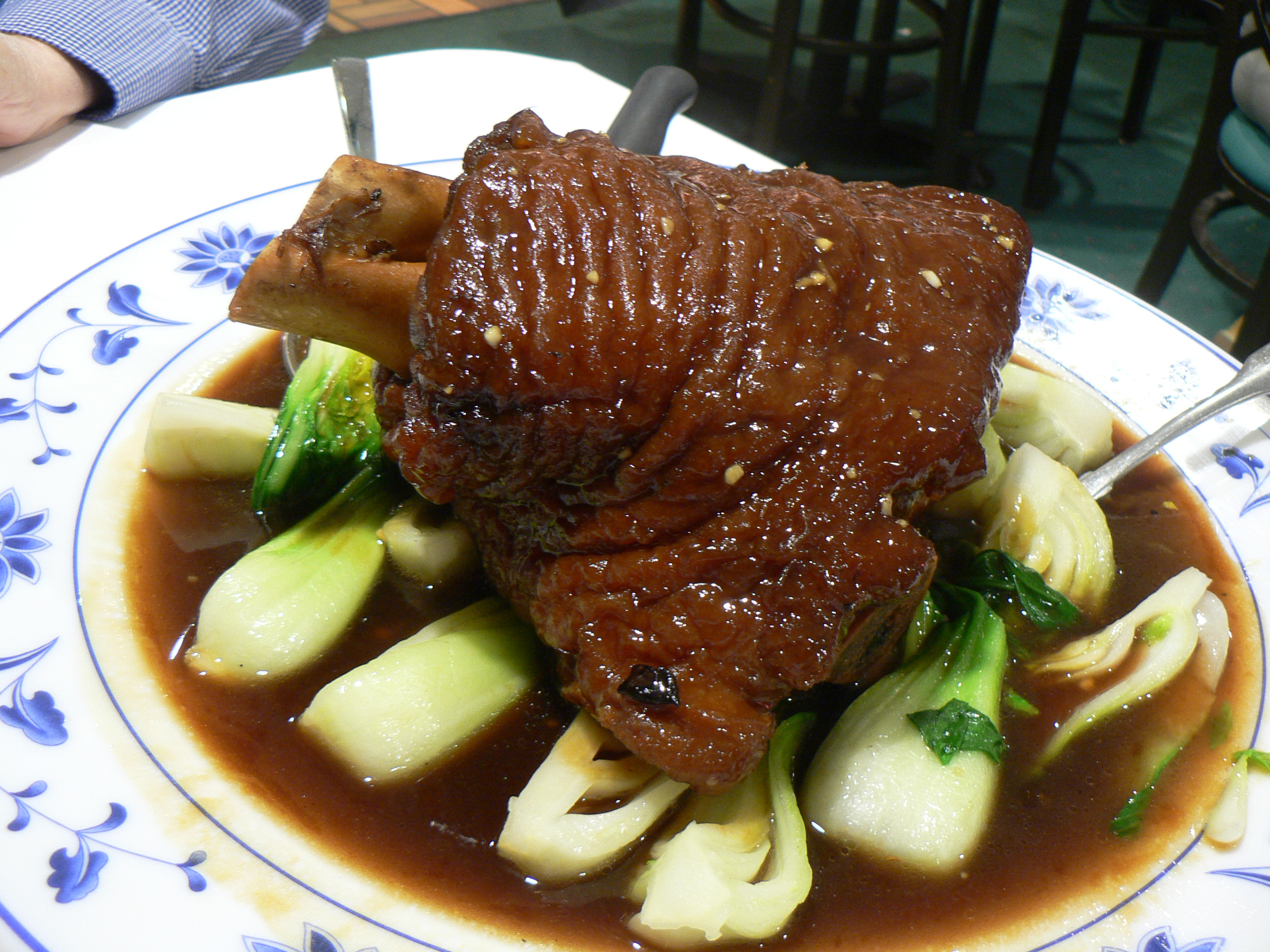
Un piatto di stinco di maiale accompagnato da bok choy

Il bok choy ha un alto livello di glucosinolati. È stato stabilito che questi composti, assunti a piccole dosi, aiutano nella prevenzione del cancro. Tuttavia, come avviene con molte sostanze, in grandi dosi possono essere tossici per gli esseri umani, in particolare per le persone con gravi patologie. Nel 2009 un'anziana diabetica, che consumava 1 - 1,5 kg di bok choy crudo al giorno nel tentativo di curare il diabete, ha sviluppato ipotiroidismo con conseguente mixedema.

## Utilizzo
Molto diffuso nelle cucine orientali, si usa negli stufati o nelle zuppe. Spesso lo si trova anche in piatti a base di spaghetti o riso, in brodo, saltato al wok o semplicemente sbollentato e condito in maniera opportuna.